# Nonostante tutto (album Antonio Maggio)
Nonostante tutto è il primo album in studio del cantautore italiano Antonio Maggio, pubblicato il 12 febbraio 2013 dalla Universal Music Group.
L'album ha raggiunto la posizione 24 dei più venduti in Italia, secondo FIMI.

## Tracce
Testi e musiche di Antonio Maggio, eccetto dove indicato.
1. Nonostante tutto – 3:25 (Saverio Grandi, Antonio Maggio)
2. Mi servirebbe sapere – 2:39 (Antonio Maggio)
3. Anche il tempo può aspettare – 3:56 (Saverio Grandi, Antonio Maggio)
4. Sotto la neve – 4:53
5. Parigi – 3:27 (Antonio Maggio, S. Perrone)
6. Doretta mia – 3:35 (Antonio Maggio, S. Perrone, Davide Maggioni)
7. Un'altra volta – 3:12 (Antonio Maggio, Davide Maggioni)
8. Inconsolabile – 3:59 (Antonio Maggio)
9. Figli maschi – 3:02
10. Chiedilo alla sera – 3:47